# Felix Novo de Oliveira
Felix Novo de Oliveira (* 2. Oktober 1978 in Heidelberg) ist ein deutscher Kameramann.

## Leben
Felix Novo de Oliveira wuchs in Deutschland, Ecuador, Spanien und Portugal auf. Er arbeitete mehrere Jahre als Kameraassistent für Film-, Fernseh- und Musikvideoproduktionen, bis er 2002 das Studium der Bildgestaltung/Kamera an der Filmakademie Baden-Württemberg aufnahm. Als Student realisierte er 16 Filmprojekte unterschiedlicher Genres, von denen einige ausgezeichnet wurden. 2005 und 2006 wurde er für den Deutschen Kamerapreis für Der Fremde und der Affe und Nimmermeer nominiert. Der Film Nimmermeer gewann zudem 2007 den Studenten-Oscar. 2016 gewann er den Deutschen Kamerapreis für den Tatort Schutzlos.
Novo de Oliveira ist Mitglied im Berufsverband Kinematografie (BVK).

## Filmografie (Auswahl)
- 2003: Down
- 2004: Der Fremde und der Affe
- 2005: Schwarze Erdbeeren
- 2006: High Maintenance
- 2006: Nimmermeer
- 2006: Hilda & Karl
- 2007: Milan
- 2008: Escape
- 2009: Fliegen
- 2012: Wir wollten aufs Meer
- 2013: König von Deutschland
- 2014: Dessau Dancers
- 2015: Tatort: Schutzlos
- 2016: Die Diplomatin – Das Botschaftsattentat
- 2017: Papa Moll und die Entführung des fliegenden Hundes
- 2018: Vielmachglas
- 2018: Carneval – Der Clown bringt den Tod
- 2019: Unschuldig (Fernsehfilm-Zweiteiler)
- 2019: Rate Your Date
- 2020: Unsere wunderbaren Jahre (Fernsehserie, 3 Folgen)
- 2021: Das Schwarze Quadrat
- 2021: Tatort: Der Reiz des Bösen
- 2021: Alles auf Rot
- 2022: Lauchhammer – Tod in der Lausitz
- 2023: Tatort: MagicMom
- 2023: Die Flut – Tod am Deich (Fernsehfilm)